# Matilde Santing
Mathilde Santing (Amstelveen, Países Bajos, 24 de octubre de 1958) es una cantante neerlandesa.

## Trayectoria
Nacida Mathilde Eleveld, saltó a la fama en su país en 1981 tras aparecer en el programa de televisión holandés presentado por Sonja Barend.
En 1986 fue la primera artista en ganar el BV Popprijs en Noorderslag en Groningen. Habitual autora desde sus primeros álbumes de versiones de temas clásicos de la historia de la música, en 1993 rindió homenaje a Randy Newman en Texas Girl & Pretty Boy. Posteriormente haría lo mismo con éxitos de Frank Sinatra, Joni Mitchell y Todd Rundgren. Así mismo, éxitos populares han sido su versión del Wonderful Life de Black o del Beautiful people (1999) de Melanie.
De entre sus incursiones en la escena, pueden citarse su participación en el musical "The Wiz!" (2006/2007) de Joop van den Ende, o en el musical "Joe" (1997). En noviembre de 2012, colaboró con Todd Rundgren y la Orquesta Metropole en la sala Paradiso de Ámsterdam. 

## Premios y distinciones
Ganadora del Buma Cultuur Pop Award (Popprijs) de 1985, en su primera edición,

también ha recibido tres Edison y un Gouden Harp. En abril de 2007 recibió la Orden de Oranje-Nassau de manos de la reina Beatriz de Holanda.